# Thalfenisite
La thalfenisite è un minerale appartenente al gruppo della djerfisherite.